# Phyllanthus conjugatus
Phyllanthus conjugatus är en emblikaväxtart som beskrevs av Maurice Schmid. Phyllanthus conjugatus ingår i släktet Phyllanthus och familjen emblikaväxter. IUCN kategoriserar arten globalt som starkt hotad.
Artens utbredningsområde är Nya Kaledonien.

## Underarter
Arten delas in i följande underarter:
- P. c. conjugatus
- P. c. ducosensis
- P. c. maaensis